# Link (Marte)

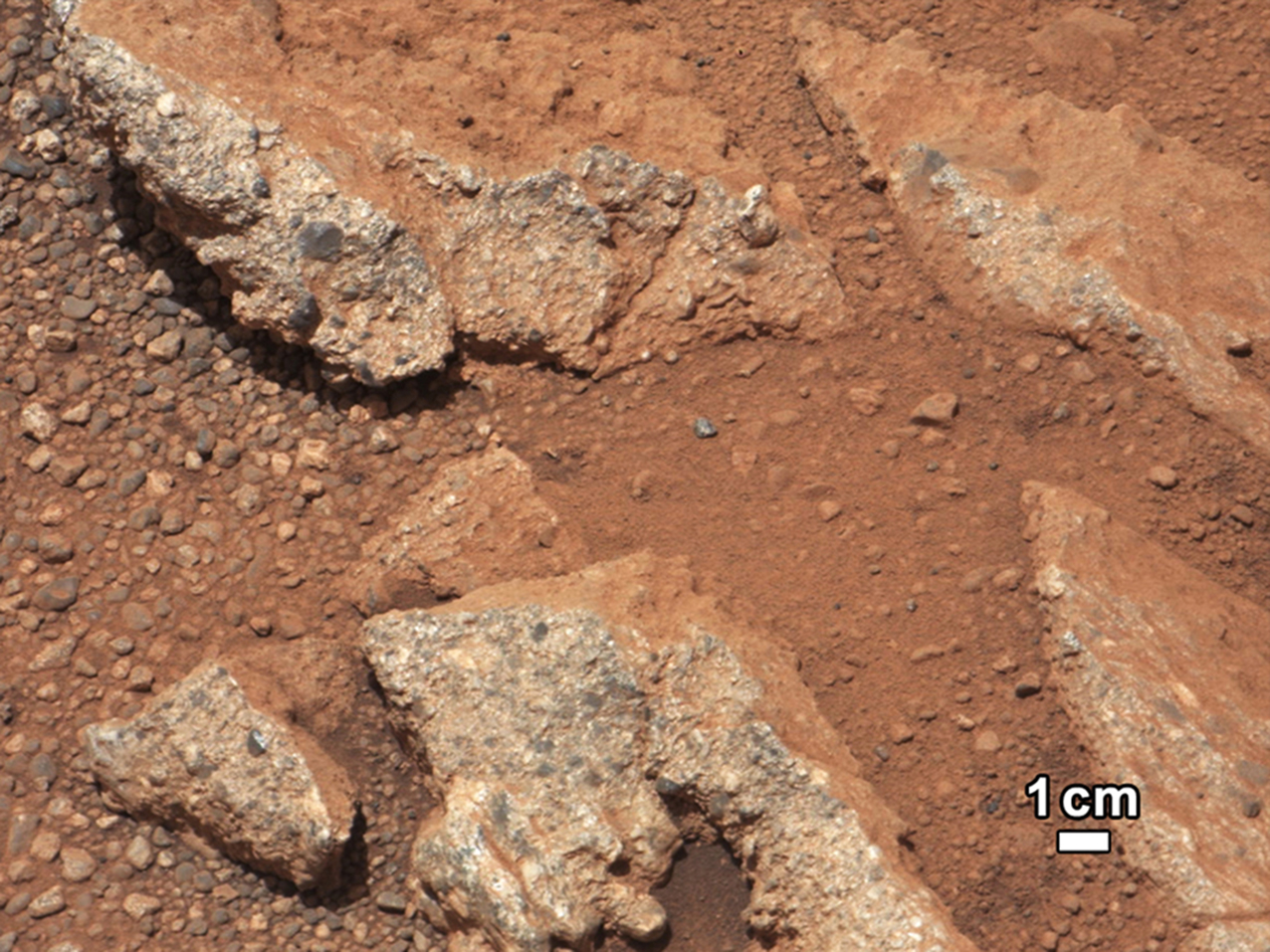
El afloramiento rocoso

Link es un afloramiento rocoso en la superficie de Aeolis Palus, en el cráter Gale en el planeta Marte . El afloramiento fue descubierto por el rover Curiosity el 2 de septiembre de 2012 (el vigésimo séptimo sol de la misión). Las coordenadas de los sitios "aproximados" son: 4,59 ° S 137,44 ° E.
El afloramiento es un conglomerado de grava bien ordenado , que contiene piedras redondeadas, lisas y desgastadas.